# Etienne Tare
Etienne Noel Tare (* 13. September 2003 in Brescia, Italien) ist ein deutsch-albanischer Fußballspieler.

## Karriere
Tare begann seine Karriere bei Lazio Rom, wo er bis zur U-19 spielte. Im August 2022 wechselte er nach Österreich zum SK Rapid Wien, wo er einen bis Juni 2023 laufenden Vertrag erhielt. Bei Rapid sollte er für die zweitklassige Zweitmannschaft spielen.
Sein Debüt in der 2. Liga gab er im Juni 2023, als er am 30. Spieltag der Saison 2022/23 gegen den SKN St. Pölten in der 82. Minute für Nicolas Bajlicz eingewechselt wurde. Dies blieb sein einziger Saisoneinsatz, mit Rapid II stieg er aus der 2. Liga ab. Daraufhin verließ er Rapid nach der Saison 2022/23 wieder.
Zur Saison 2023/24 wechselte er dann zur zweiten Mannschaft des SK Sturm Graz. Für Sturm II absolvierte er vier Zweitligapartien. Nach der Saison 2023/24 verließ er die Grazer wieder. Anschließend wechselte er im August 2024 nach Albanien zum Erstligisten KF Skënderbeu Korça.

## Persönliches
Sein Vater Igli (* 1973) war ebenfalls Fußballspieler; er spielte unter anderem in der Bundesliga für den 1. FC Kaiserslautern und in der Serie A und lief 68 Mal für die albanische Nationalmannschaft auf.